# Wereldkampioenschap voetbal 1998 (kwalificatie OFC)
10 teams schreven zich in voor de kwalificatie van het wereldkampioenschap voetbal 1998, de OFC heeft geen vaste plaats op het WK maar moest nog een intercontinentale play-off spelen met een team van de AFC.

## Opzet
- Eerste ronde: Australië, Nieuw-Zeeland, Fiji en Tahiti (de hoogst geplaatsten op de FIFA-ranglijst) gingen direct naar de 2de ronde. De overige 6 teams worden in 2 groepen van 3 verdeeld, de Melanesisch en de Polynesische groep. De winnaar van de Melanesisch groep gaat naar de 2de ronde, de nummer 2 en de winnaar van de Polynesische groep spelen eerst een play-off en de winnaar van die match gaat naar de 2de ronde.
- Tweede ronde: De 6 teams werden in 2 groepen van 3 verdeeld, de winnaars gaan naar de finaleronde.
- Finaleronde: De 2 teams spelen uit en thuis tegen elkaar, de winnaar gaat naar de intercontinentale eindronde met een team van de AFC.

## Eerste ronde
Legenda

### Melanesische groep
| Pos | Land                | Wed | Win | Gel | Ver | DV | DT | +/− | Pnt |
| --- | ------------------- | --- | --- | --- | --- | -- | -- | --- | --- |
| 1.  | Papoea-Nieuw-Guinea | 2   | 1   | 1   | 0   | 3  | 2  | +1  | 4   |
| 2.  | Salomonseilanden    | 2   | 0   | 2   | 0   | 2  | 2  | 0   | 2   |
| 3.  | Vanuatu             | 2   | 0   | 1   | 1   | 2  | 3  | –1  | 1   |

|                   |                     |       |                  |                          |
| 16 september 1996 | Papoea-Nieuw-Guinea | 1 – 1 | Salomonseilanden | Lae, Papoea-Nieuw-Guinea |
| 16 september 1996 | Daniel 15'          |       | Rukumana 71'     | Lae, Papoea-Nieuw-Guinea |

|                   |                  |       |             |                          |
| 18 september 1996 | Salomonseilanden | 1 – 1 | Vanuatu     | Lae, Papoea-Nieuw-Guinea |
| 18 september 1996 | Berry 16'        |       | Naukoot 37' | Lae, Papoea-Nieuw-Guinea |

|                   |                       |       |          |                          |
| 20 september 1996 | Papoea-Nieuw-Guinea   | 2 – 1 | Vanuatu  | Lae, Papoea-Nieuw-Guinea |
| 20 september 1996 | Furigi 88' Karang 89' |       | Garo 27' | Lae, Papoea-Nieuw-Guinea |

### Polynesische groep
| Pos | Land         | Wed | Win | Gel | Ver | DV | DT | +/− | Pnt |
| --- | ------------ | --- | --- | --- | --- | -- | -- | --- | --- |
| 1.  | Tonga        | 2   | 2   | 0   | 0   | 3  | 0  | +3  | 6   |
| 2.  | West-Samoa   | 2   | 1   | 0   | 1   | 2  | 2  | 0   | 3   |
| 3.  | Cookeilanden | 2   | 0   | 0   | 2   | 1  | 4  | –3  | 0   |

|                  |                 |       |              |                   |
| 11 november 1996 | Tonga           | 2 – 0 | Cookeilanden | Nuku'alofa, Tonga |
| 11 november 1996 | Moleni 20', 67' |       |              | Nuku'alofa, Tonga |

|                  |                          |       |              |                   |
| 13 november 1996 | West-Samoa               | 2 – 1 | Cookeilanden | Nuku'alofa, Tonga |
| 13 november 1996 | Tapunuu 10' Palusami 20' |       | Stenter 68'  | Nuku'alofa, Tonga |

|                  |          |       |            |                   |
| 15 november 1996 | Tonga    | 1 – 0 | West-Samoa | Nuku'alofa, Tonga |
| 15 november 1996 | Vane 29' |       |            | Nuku'alofa, Tonga |

### Play-off
|                  |       |                                        |                  |                   |
| 15 februari 1997 | Tonga | 0 – 4                                  | Salomonseilanden | Nuku'alofa, Tonga |
| 15 februari 1997 |       | Kiriau 34' Seni 73' Berry 85' Peli 87' |                  | Nuku'alofa, Tonga |

|              |                                                                        |                     |       |                          |
| 1 maart 1997 | Salomonseilanden                                                       | 9 – 0 (13 – 0 agg.) | Tonga | Honiara, Solomoneilanden |
| 1 maart 1997 | Berry 3', 41', 57' Rukumana 12' Wabo 37' Seni 61', 63', 74' Kiriau 66' |                     |       | Honiara, Solomoneilanden |

Salomonseilanden gaat naar de tweede ronde omdat ze over twee wedstrijden met 13–0 wonnen van Tonga.

## Tweede ronde

### Groep 1
| Pos | Land             | Wed | Win | Gel | Ver | DV | DT | +/− | Pnt |
| --- | ---------------- | --- | --- | --- | --- | -- | -- | --- | --- |
| 1.  | Australië        | 4   | 4   | 0   | 0   | 26 | 2  | +24 | 12  |
| 2.  | Salomonseilanden | 4   | 1   | 1   | 2   | 7  | 21 | –14 | 4   |
| 3.  | Tahiti           | 4   | 0   | 1   | 3   | 2  | 12 | –10 | 1   |

|              | |        |                  |                                                                                   |
| 11 juni 1997 | Australië                                                                                          | 13 – 0 | Salomonseilanden | Sydney, Australië Toeschouwers: 3.127 Scheidsrechter: Bruce Edward Grimshaw (NZL) |
| 11 juni 1997 | Mori 2', 15', 36', 65', 80' Aloisi 33', 53', 81', 86', 87' Foster 68' Tapai 78' Bosnich 88' (pen.) |        |                  | Sydney, Australië Toeschouwers: 3.127 Scheidsrechter: Bruce Edward Grimshaw (NZL) |

|              |                                                     |       |        |                                                                                     |
| 13 juni 1997 | Australië                                           | 5 – 0 | Tahiti | Sydney, Australië Toeschouwers: 2.869 Scheidsrechter: Brian Geoffery Precious (NZL) |
| 13 juni 1997 | Vidmar 14' Trimboli 37', 42' Arnold 47' Bingley 66' |       |        | Sydney, Australië Toeschouwers: 2.869 Scheidsrechter: Brian Geoffery Precious (NZL) |

|              |                                   |       |              |                                                                    |
| 15 juni 1997 | Salomonseilanden                  | 4 – 1 | Tahiti       | Sydney, Australië Toeschouwers: 253 Scheidsrechter: Neil Fox (NZL) |
| 15 juni 1997 | Seni 37' Berry 39', 80' Toata 89' |       | Ludivion 82' | Sydney, Australië Toeschouwers: 253 Scheidsrechter: Neil Fox (NZL) |

|              |                   |       |                                                                           |                                                                                     |
| 17 juni 1997 | Salomonseilanden  | 2 – 6 | Australië                                                                 | Sydney, Australië Toeschouwers: 2.122 Scheidsrechter: Brian Geoffery Precious (NZL) |
| 17 juni 1997 | Peli 59' Suri 65' |       | Slater 15' Arnold 17' Kaierea 38' (e.d.) Tapai 47', 51' Vidmar 75' (pen.) | Sydney, Australië Toeschouwers: 2.122 Scheidsrechter: Brian Geoffery Precious (NZL) |

|              |        |                       |           |                                                                                   |
| 19 juni 1997 | Tahiti | 0 – 2                 | Australië | Sydney, Australië Toeschouwers: 2.918 Scheidsrechter: Bruce Edward Grimshaw (NZL) |
| 19 juni 1997 |        | Zelic 8' Trimboli 86' |           | Sydney, Australië Toeschouwers: 2.918 Scheidsrechter: Bruce Edward Grimshaw (NZL) |

|              |              |       |                  |                                                               |
| 21 juni 1997 | Tahiti       | 1 – 1 | Salomonseilanden | Sydney, Australië Scheidsrechter: Bruce Edward Grimshaw (NZL) |
| 21 juni 1997 | Rousseau 38' |       | Kwaomae 43'      | Sydney, Australië Scheidsrechter: Bruce Edward Grimshaw (NZL) |

### Groep 2
| Pos | Land                | Wed | Win | Gel | Ver | DV | DT | +/− | Pnt |
| --- | ------------------- | --- | --- | --- | --- | -- | -- | --- | --- |
| 1.  | Nieuw-Zeeland       | 4   | 3   | 0   | 1   | 13 | 1  | +12 | 9   |
| 2.  | Fiji                | 4   | 2   | 0   | 2   | 4  | 7  | –3  | 6   |
| 3.  | Papoea-Nieuw-Guinea | 4   | 1   | 0   | 3   | 2  | 11 | –9  | 3   |

|             |                     |       |               |                                                                                                   |
| 31 mei 1997 | Papoea-Nieuw-Guinea | 1 – 0 | Nieuw-Zeeland | Port Moresby, Papoea-Nieuw-Guinea Toeschouwers: 3.000 Scheidsrechter: Nik Ahmad Haji Yaakub (MAS) |
| 31 mei 1997 | Niakuam 80'         |       |               | Port Moresby, Papoea-Nieuw-Guinea Toeschouwers: 3.000 Scheidsrechter: Nik Ahmad Haji Yaakub (MAS) |

|             |      |                    |               |                                                                    |
| 7 juni 1997 | Fiji | 0 – 1              | Nieuw-Zeeland | Ba, Fiji Toeschouwers: 5.500 Scheidsrechter: Eugene Brazzale (AUS) |
| 7 juni 1997 |      | Jackson 80' (pen.) |               | Ba, Fiji Toeschouwers: 5.500 Scheidsrechter: Eugene Brazzale (AUS) |

|              |                                                             |       |                     |                                                            |
| 11 juni 1997 | Nieuw-Zeeland                                               | 7 – 0 | Papoea-Nieuw-Guinea | Auckland, Nieuw-Zeeland Scheidsrechter: Eddie Lennie (AUS) |
| 11 juni 1997 | Coveny 10', 13', 67' Rufer 22', 31' Elliott 40' Stevens 80' |       |                     | Auckland, Nieuw-Zeeland Scheidsrechter: Eddie Lennie (AUS) |

|              |                                   |       |                     |                                               |
| 15 juni 1997 | Fiji                              | 3 – 1 | Papoea-Nieuw-Guinea | Suva, Fiji Scheidsrechter: Eddie Lennie (AUS) |
| 15 juni 1997 | Pita 22' Masinisau 26' Duguga 89' |       | Waiwai 68'          | Suva, Fiji Scheidsrechter: Eddie Lennie (AUS) |

|              |                                                       |       |      |                                                                                    |
| 18 juni 1997 | Nieuw-Zeeland                                         | 5 – 0 | Fiji | Auckland, Nieuw-Zeeland Toeschouwers: 12.033 Scheidsrechter: Massimo Raveino (TAH) |
| 18 juni 1997 | Rufer 17', 77' Coveny 63' Viljoen 80' van Steeden 85' |       |      | Auckland, Nieuw-Zeeland Toeschouwers: 12.033 Scheidsrechter: Massimo Raveino (TAH) |

|              |                     |         |      |                                                                         |
| 21 juni 1997 | Papoea-Nieuw-Guinea | 0 – 1   | Fiji | Port Moresby, Papoea-Nieuw-Guinea Scheidsrechter: Pirom Anprasert (THA) |
| 21 juni 1997 |                     | Driu 1' |      | Port Moresby, Papoea-Nieuw-Guinea Scheidsrechter: Pirom Anprasert (THA) |

## Finale
|              |               |       |                                  |                                                                                    |
| 28 juni 1997 | Nieuw-Zeeland | 0 – 3 | Australië                        | Auckland, Nieuw-Zeeland Toeschouwers: 23.000 Scheidsrechter: Masayoshi Okada (JPN) |
| 28 juni 1997 | Jackson 67'   |       | Aloisi 18' Vidmar 42' Foster 67' | Auckland, Nieuw-Zeeland Toeschouwers: 23.000 Scheidsrechter: Masayoshi Okada (JPN) |

|             |                     |                    |               |                                                                              |
| 5 juli 1997 | Australië           | 2 – 0 (5 – 0 agg.) | Nieuw-Zeeland | Sydney, Australië Toeschouwers: 14.045 Scheidsrechter: Jamal Al Sharif (SYR) |
| 5 juli 1997 | Zelic 6' Arnold 54' |                    |               | Sydney, Australië Toeschouwers: 14.045 Scheidsrechter: Jamal Al Sharif (SYR) |

Australië gaat naar de intercontinentale play-off met een AFC team.

## Intercontinentale play-off
|                                   |           |       |            |                                             |
| 22 november 1997 15:30 (UTC+3:30) | Iran      | 1 – 1 | Australië  | Azadistadion, Teheran Toeschouwers: 128.000 |
| 22 november 1997 15:30 (UTC+3:30) | Azizi 39' |       | 19' Kewell | Azadistadion, Teheran Toeschouwers: 128.000 |

|                                 |                       |                    |                       |                                                                                            |
| 29 november 1997 20:15 (UTC+11) | Australië             | 2 – 2 (3 – 3 agg.) | Iran                  | Melbourne Cricket Ground, Melbourne Toeschouwers: 98.000 Scheidsrechter: Sándor Puhl (HUN) |
| 29 november 1997 20:15 (UTC+11) | Kewell 32' Vidmar 48' |                    | 75' Bagheri 79' Azizi | Melbourne Cricket Ground, Melbourne Toeschouwers: 98.000 Scheidsrechter: Sándor Puhl (HUN) |

Iran gekwalificeerd voor het hoofdtoernooi omdat ze meer doelpunten in de uitwedstrijd hadden gescoord.